# AirPrint
AirPrint — функція в операційних системах Apple Inc. (macOS, iPadOS та iOS) для друку без встановлення драйверів для принтера. Підключення здійснюється через бездротову локальну мережу (Wi-Fi), або безпосередньо до принтерів, сумісних з AirPrint, або до несумісних спільних принтерів за допомогою комп'ютера на базі Microsoft Windows, Linux або macOS. Спочатку функція була призначена для пристроїв iOS і підключення здійснювалося тільки через мережу Wi-Fi, тому потрібна була точки доступу Wi-Fi, однак із впровадженням AirPrint на настільну платформу macOS у 2012 році, комп'ютери Mac, підключені до мережі через Ethernet, також могли друкувати за допомогою протоколу AirPrint, а не лише підключені через Wi-Fi. З'єднання Wi-Fi Direct між пристроєм і принтером не підтримується за замовчуванням, але з'явилося як функція «HP ePrint Wireless Direct AirPrint».

## Історія та сумісність принтера
Після виходу iPad у 2010 році користувачі висловили занепокоєння з приводу неможливості друку цього продукту, принаймні через підтримуване рішення Apple. Як повідомляється, засновник і генеральний директор Apple Стів Джобс відповів «Це буде» у травні 2010 року на запит користувача щодо можливості друку.
Поява AirPrint восени 2010 року, як частина iOS 4.2, вперше дало можливість друку з iPhone та iPad. AirPrint для комп'ютерів Mac було представлено у операційній системі Mac OS X Lion.
На момент запуску дванадцять принтерів були сумісні з AirPrint, усі вони з серії HP Photosmart Plus e-All-in-One. Станом на липень 2020 року ця кількість зросла до приблизно 6000 сумісних моделей принтерів від двох десятків різних виробників. Поточний список підтримуваних пристроїв можна знайти на сайті підтримки Apple. Пов'язана технологія охоплена у США патентом 2011194123A1, "Принтер, який підтримує друк без драйверів".

## Підтримка застарілих принтерів
Ряд програмних рішень дозволяє використовувати принтери без AirPrint з пристроями iOS, налаштувавши підтримку проміжної системи, доступної через мережу Wi-Fi, підключену до принтера. Оскільки AirPrint не має драйверів, така конфігурація компенсує відсутність у принтера підтримки AirPrint, використовуючи замість цього драйвери в системі-посереднику.
Найпростішим рішенням для всіх платформ є створення нового сервісу Bonjour, який змушує пристрої iOS повірити, що вони встановлюють звʼязок із пристроєм AirPrint. Для цього існує багато публікацій у блогах та комерційних програмних продуктів, а також рішень з відкритим кодом у Linux. Це працює в багатьох випадках, оскільки AirPrint є розширенням протоколу Internet Printing Protocol (IPP), який багато принтерів вже підтримують або безпосередньо, або в через спільне використання через посередницьку систему (зазвичай CUPS, система друку Mac/Linux). Однак цей підхід обмежений, оскільки специфічні для AirPrint компоненти протоколу відсутні. Це може призвести до проблем із сумісністю та до несподіваних результатів. Деякі пакети програмного забезпечення повністю вирішують цю проблему шляхом перекладу між двома діалектами IPP, уникаючи проблем із сумісністю, тоді як більшість просто повторно надають доступ до принтера, використовуючи назву служби AirPrint.
Для Microsoft Windows існують безкоштовні та платні рішення.
У macOS є служба Bonjour, яка забезпечує підтримку AirPrint для застарілих принтерів. Комерційним програмним забезпеченням на macOS для вирішення цієї проблеми є Netputing handyPrint і Ecamm Printopia.
У більшості дистрибутивів Linux підтримка AirPrint має бути автоматичною з підсистемою друку CUPS за замовчуванням, починаючи з версії 1.4.6 (наприклад, Trisquel 5 і Ubuntu 11.04). Сервери CUPS до версії 1.4.6 із виявленням служб на базі системи доменних імен також можна налаштувати вручну, додавши записи про виявлення служби принтера DNS-SD до сервера імен.

### Програми та утиліти
Існує ряд рішень сторонніх розробників, доступних в Apple App Store та інших місцях, які дозволяють друкувати на застарілих принтерах безпосередньо або через помічник програми. Netgear Genie, як для Mac OS X 10.6 або пізнішої версії, так і для Windows XP, Vista, 7 і 8. Genie дозволяє будь-який спільний принтер, підключений до мережі, зроюити доступним через AirPrint. Програма безкоштовна для клієнтів поточних маршрутизаторів Netgear. Printopia Pro — це комерційне рішення, розроблене, щоб дозволити AirPrint працювати у великих бізнес- та освітніх мережах. Воно пропонує функції, корисні для великих організацій, включаючи централізоване керування, інтеграцію каталогів, а також дозволяє AirPrint працювати між підмережами. Для нього потрібен сервер на базі Mac OS X 10.7 або новішої версії, і один сервер потенційно може обслуговувати всю організацію.